# Cydia leucostoma
The Tea flush worm (Cydia leucostoma) là một loài bướm đêm thuộc họ Tortricidae. Nó được tìm thấy ở Ấn Độ, Sri Lanka, Đài Loan và Indonesia (Java và Brunei).
Sải cánh dài 11–15 mm. Con trưởng thành bay từ tháng 5 đến tháng 10.
Ấu trùng ăn Camellia sinensis và wild tea. The larvae attack the tea plants, making tight rolls of the bud và top leaves of young shoots. Infestation affects both the yield và the quality of the tea.